# M1916 37mm歩兵砲
M1916 37mm歩兵砲(仏語:Canon d'Infanterie de 37 modèle 1916 TRP)は、フランス陸軍の歩兵砲である。
フランスのピュトー工廠 （Atelier de  Construction de Puteaux, APX）で製造されたことから、日本ではピュトー砲あるいはプトー砲と呼ばれることもある。

## 概要

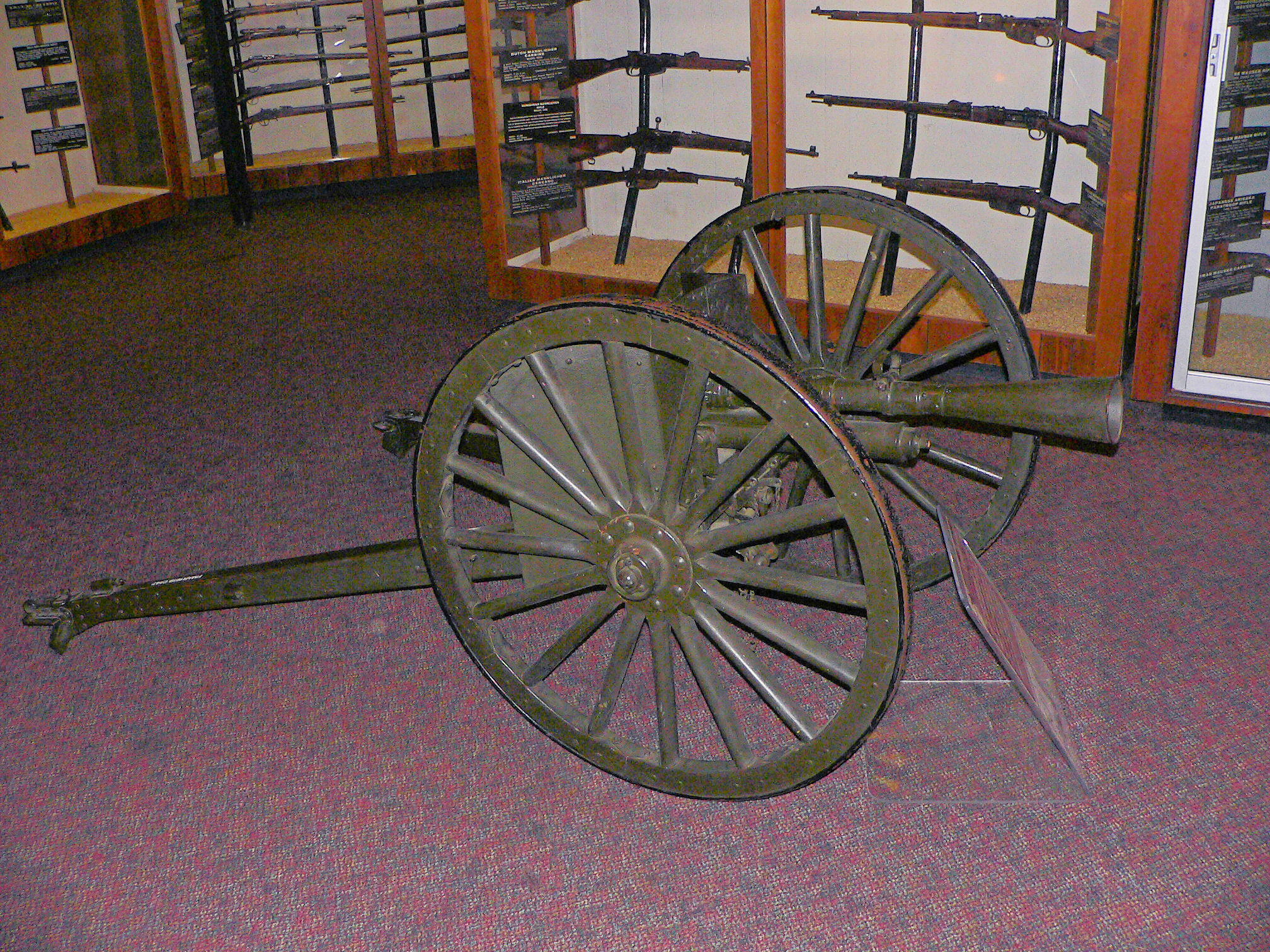
アメリカ陸軍砲兵博物館所蔵品

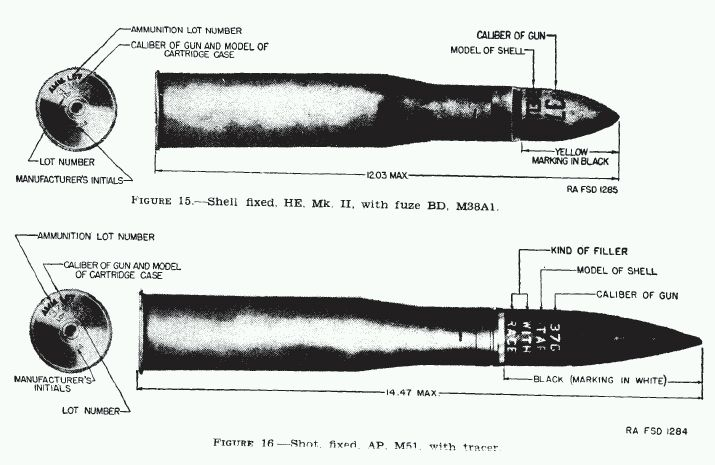
Mk II 榴弾

1916年に正式採用され、第一次世界大戦で活躍した。機関銃陣地を直接射撃で破壊すること等に用いられ、戦車という兵器が誕生した後は車載型に改良したピュトーSA18も開発された。
特徴として、「偏心螺式尾栓」（Nordenfelt Breech）を採用していることが挙げられる。これは後ろ正面から見て円形の尾栓に、その中心から偏って、弾薬を装填するための、砲尾（薬室）に通じる穴が開いており、尾栓を回転させることで、砲尾（薬室）を閉鎖する仕組みである。
車載型のピュトーSA18はルノー FT-17 軽戦車の主砲としても活躍した。アメリカはルノー FTをライセンス生産したM1917軽戦車に装備するために、M1916 37 mm歩兵砲の車載型を約1,200門製造した。
後に、世界中でコピーや類似品が製造された。日本では本砲の影響を受けて「三十七粍機関銃破壊砲」の名称で開発が進められ、後に「狙撃砲」と改称された。この砲を元にし、更なる軽量化と炸裂威力向上を目指して十一年式平射歩兵砲が開発されている。
歩兵砲としては簡便で使い勝手のいいものであったが、対戦車砲としては低初速からくる装甲貫通力の低さゆえに威力不足であった。
- - スパッド12Ca1に搭載されたイスパノHS-8エンジンと単発手動装填のピュトーM1916 37 mm狙撃砲とを組み合わせた、モーターカノン